# Deer in the Headlights
Deer in the Headlights je třetí singl amerického synthpopového projektu Owl City ze třetího studiového alba All Things Bright and Beautiful. Singl byl na iTunes vydán 23. května 2011.

## Seznam skladeb
| Pořadí | Název                  | Délka |
| ------ | ---------------------- | ----- |
| 1.     | Deer in the Headlights | 2:58  |

## Informace
Už 6.4. Adam zveřejnil ukázky ke čtyřem novým písním z alba „Dreams Don't Turn to Dust“, „Alligator Sky“, „Galaxies“ a „Deer in the Headlights“. Každá byla minutu a půl dlouhá.
Vydání singlu „Deer in the Headlights“ bylo něco neslýchaného. Počínaje 16. květnem byl každý den zveřejněn kousek písně. Původně to byl nazván jako „Nová Píseň“ („New Song“) a fanoušci měli název uhádnout. První část obsahovala bubny, následovalo přidání basů, kytary, syntetizéru a nakonec vokálů. Poslední den byl název oznámen.

V interview pro časopis Spin Adam Young uvádí: „Je to velké a energické. Má to mohutný zvuk. Má to takovou vibraci, že to je skoro jako Blink-182, ale s několika syntetickými částmi. Napsání této písně pro mě bylo novým mezníkem.“
V jiném rozhovoru pro Christianity Today Adam říká: „Baví mě psát převážně z fantazie, což vytváří spíše abstraktní obrazy. Ale s 'Deer in the Headlights' to bylo jiné, je to osobní píseň, která se odehrává blízko srdce způsobem odlišným od všech písní, které jsem kdy napsal. V té době jsem zrovna ukončil vážný vztah a trýznila mě myšlenka, že spousta lidí (konkrétně já sám) má zvláštní tendenci toužit po vztahu jen z toho důvodu, aby se vyhnuli osamělosti, což nakonec znamená, že to vůbec není o lásce! Někdy je snadné nechat se oslepovat světlem a úplně zapomenout, o čem má pravá láska navržená Bohem být. Pokud vše, na co se zaměříš, jsou jen hřejivé pocity, vztah se může velice rychle stát nebezpečným a katastrofálním. Takže skladba je o tom, jak jsem se potřeboval dostat z toho světla a vzpomenout si, co je důležitější než nějaké příjemné šimrání.“ O svém vztahu dodává: „Byl to velký průšvih a skončilo to zničením životů obou dvou zúčastněných. Jedna z těch věcí 'nikdy nedělej stejnou chybu dvakrát'. Lidé si myslí, že je to veselá píseň, ale doopravdy je to naprosto depresivní.“
Na Facebooku Adam o skladbě říká, že je to jeho způsob, jak si říct: „Probuď se, nikdy nic nebude tak dokonalé.“ Také dodává, že píseň má posluchači říci, že může zůstat v jednom světě a být šťastný, ale často to, co je reálné, je hodně odlišné od toho co pociťujeme jako ideální.

## Videoklip
30.6. vyšel videoklip pro „Deer in the Headlights“. Představuje Adama řídícího DMC DeLorean z trilogie Back to the Future a kanadská hudebnice Lights tu má miniaturní roli jako prodavačka v samoobsluze. Ve videoklipu na konci se objeví Adam v obleku, ve kterým byl ve videu k „Alligator Sky“. Také si lze všimnout, že se Adam s autem vydává do roku 2015.
„Je to výstřední video pro hubatou píseň, která vtipkuje: 'Proč jsme zamilovaní, když je to ze špatných důvodů?' Píseň je o tom, jak se vyhnout oslepujícímu světlu povrchních načechraných vztahů, a říká: 'Díky, ale radši budu sám a vyhnu se tak miliónu planých srdcebolů, dokud nenajdu dívku svých snů.“ říká Adam pro AOL Music.
4. května 2014 Adam na Instagramu sdílí fotku muže z videa a vzpomíná: „Když jsem natáčel videoklip k Deer in the Headlights, tak jsme na pár nocí uzavřeli tento skvělý, malý obchůdek u benzínky někde u LA a tento chlapík tam vlastně pracoval a sotva mluvil anglicky a já sotva mluvil anglicky, takže jsme spolu vycházeli opravdu dobře. Mezi natáčením jsme spolu vtipkovali bez toho, aniž bychom užívali slova. Předstírali jsme, že jsme rockové hvězdy a hrajeme na pódiu pro milióny lidí, a hodně jsme se nasmáli a byla tam Lights a pak šílená cvičitelka jelenů přijela v dodávce s opravdovou laní jménem Maggie nebo tak nějak a ta dáma před ní divoce třásla kýblem s jelením žrádlem a hlasitě křičela MAGGIE, aby se laň podívala do kamery, a ten chlapík si myslel, že je to ta nejlegračnější věc vůbec, a smáli jsme se a on byl ke mně strašně milý a já jsem nikdy nevěděl, jak se jmenuje, a on zas, jak se jmenuju já, ale když jsem odcházel, ukázal mi palec nahoru, a já jsem mu na oplátku taky ukázal palec nahoru a v podstatě je tento chlapík mým skutečným tátou.“